# Hluboké u Kunštátu

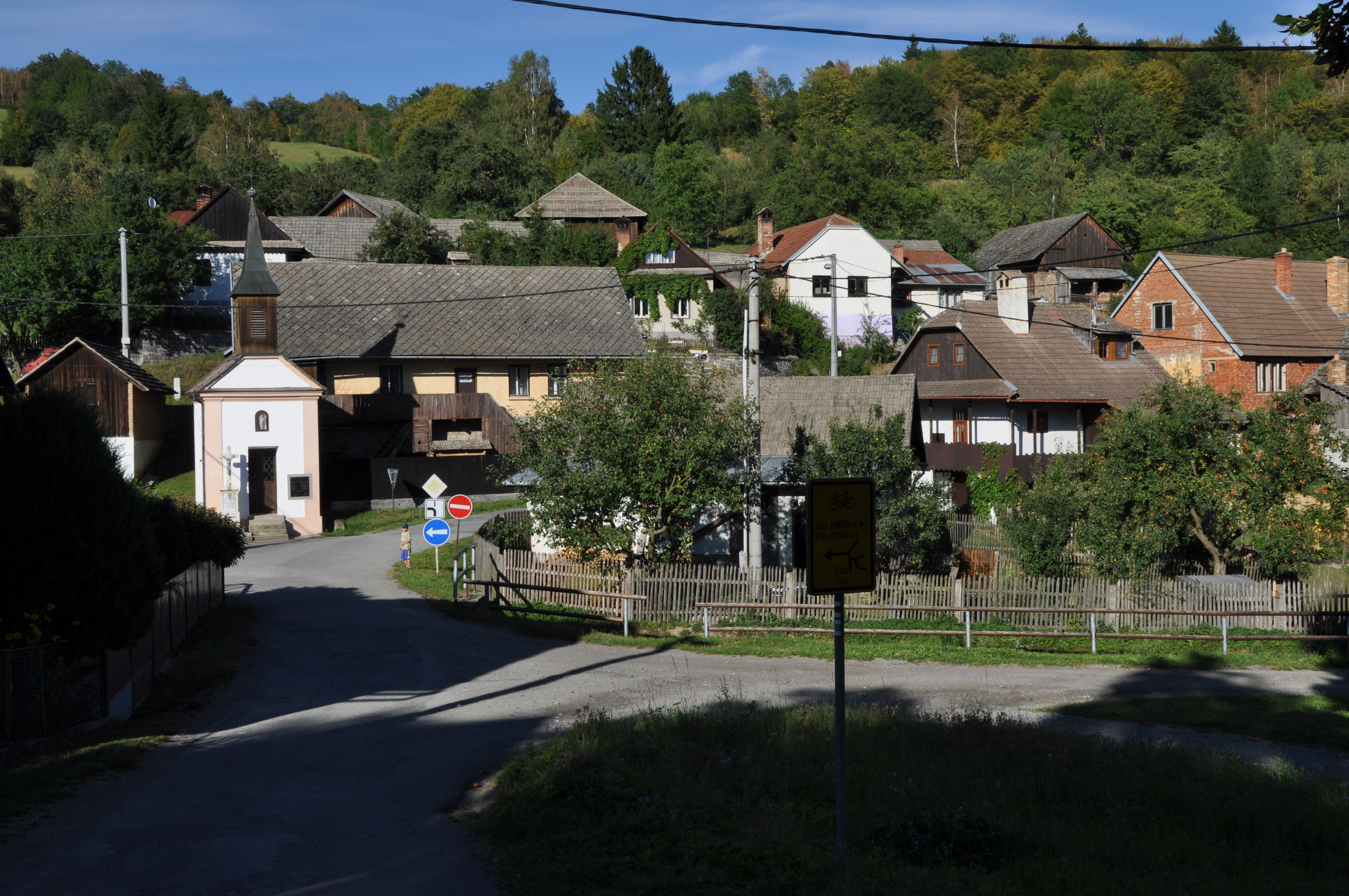
Hluboké u Kunštátu (2012)

Hluboké u Kunštátu, bis 1960 Hluboké (deutsch Hluboka, früher Hluboky) ist ein Ortsteil der Stadt Kunštát in Tschechien. Sie befindet sich vier Kilometer südwestlich von Kunštát und gehört zum Okres Blansko.

## Geographie
Hluboké u Kunštátu befindet sich im Bergland der oberen Swratka, einem Teil der Böhmisch-Mährischen Höhe auf dem Gebiet des Naturparks Halasovo Kunštátsko. Gegen Süden liegt der Naturpark Svratecká hornatina und im Südosten der Naturpark Lysicko. Das Dorf liegt im Tal des Baches Kamínkovský potok. Nördlich erhebt sich der Kulíšek (692 m), im Südosten der Záhoří (594 m), südlich die Hersica (672 m), im Westen der Kříb (671 m) und nordwestlich die Třešinka (651 m).
Nachbarorte sind Rozseč nad Kunštátem und Makov im Norden, Rudka und Sychotín im Nordosten, Touboř im Osten, Zbraslavec und Kunice im Südosten, Bedřichov im Süden, Brumov und Černovice im Südwesten, Tasovice im Westen sowie Žalov, Prosetín und Louka im Nordwesten.

## Geschichte
Die erste schriftliche Erwähnung von Hluboké erfolgte im Jahre 1351, als Heralt von Kunstadt das Dorf an Sudek von Veselí überließ. 1353 kaufte Kuno von Kunstadt und Lysice den Besitz für seine fünf Söhne zurück. Von den Herren von Kunstadt erwarben 1520 die Pernsteiner und 1529 die Černčický von Kácov das zur Herrschaft Lysice gehörige Dorf. 1584 wurde Hluboké als Teil der Herrschaft Lysice an die Herren von Náchod verkauft.
Nach der Aufhebung der Patrimonialherrschaften bildete Hluboky ab 1850 eine Gemeinde in der Bezirkshauptmannschaft Boskovice. Seit dem Ende des 19. Jahrhunderts wurde der Ortsname Hluboké verwendet.
Bei der Auflösung des Okres Boskovice wurde die Gemeinde mit Beginn des Jahres 1961 dem Okres Blansko zugeordnet und erhielt zur Unterscheidung von einer gleichnamigen Gemeinde an amtlichen Namenszusatz u Kunštátu. Zu Beginn der 1990er Jahre folgten unter Leitung von Jiří Doležel Suchgrabungen auf der mittelalterlichen Ortswüstung Vznětín. Am 1. Juli 1989 erfolgte die Eingemeindung von Hluboké u Kunštátu nach Kunštát. 1991 hatte der Ort 93 Einwohner. Im Jahre 2001 bestand das Dorf aus 46 Häusern, in denen 76 Menschen lebten.
Heute ist Hluboké u Kunštátu vor allem ein Erholungsort. Im Winter werden am Kříb zwei Skilifte betrieben. Drei Abfahrtsstrecken führen ins Tal. Weiterhin bestehen auch Loipen.

## Sehenswürdigkeiten
- Kapelle
- Naturschutzgebiet Louky pod Kulíškem, Quellwiesen des Kamínkovský potok am westlichen Fuße des Kulíšek, nordwestlich des Dorfes